# Bo Kjellén
Bo John Kjellén, född 8 februari 1933 i Stockholm, död 26 december 2024 i Uppsala domkyrkodistrikt, var en svensk diplomat och ordförande i FN:s klimatförhandlingar.

## Biografi
Kjellén var son till direktören John Kjellén och Elsa Michaelsen. Han tog pol mag i Stockholm 1956 innan han blev attaché vid Utrikesdepartementet (UD) 1957. Kjellén tjänstgjorde i Rio de Janeiro 1959–1962 och var ambassadsekreterare vid EG-delegationen i Bryssel 1962–1964, kanslisekreterare vid UD 1964, departementssekreterare där 1966 samt kanslichef OECD-sekreteriatet i Paris 1969–1972. Han var därefter ambassadråd vid EG-delegationen i Bryssel 1972–1974, ambassadör i Hanoi 1974–1977, departementsråd vid UD 1977–1981, expeditionschef vid UD 1981–1985 och chef för Sveriges delegation vid OECD och UNESCO 1985–1991 samt chefsförhandlare miljödepartementet från 1991.
Kjellén var under flera år Sveriges chefsförhandlare i de globala klimatförhandlingarna. Han ledde en del av de internationella förhandlingarna om FN:s ramkonvention om klimatförändringar (UNFCCC) och hade en nyckelroll i förhandlingarna om Kyotoprotokollet. Kjellén var även ordförande i de internationella förhandlingarna om FN:s konvention för bekämpning av ökenspridning (UNCCD), som antogs 1994. År 1999 blev han hedersdoktor vid Göteborgs universitet, 2005 vid Mälardalens högskola  och 2011 vid Stockholms universitet.
Han gifte sig första gången 1959 med legitimerade sjuksköterskan Margareta Lindblom (1936–1978) och andra gången 1980 med socionomen Gia Boyd (född 1943).